# Ochromonas
Genre
Synonymes
- Chlorochromonas I.F.Lewis, 1913[2]

Ochromonas est un genre d'algues unicellulaires brun-jaune de la classe des Chrysophycées vivant en eau douce, plus rarement dans la mer. Ils possèdent deux flagelles et sont capables de photosynthèse. Ils regroupent près de 80 espèces.

## Caractéristiques
Le noyau se trouve au milieu de la cellule. Elle contient également un ou deux plastes près de la paroi. Sur l'avant, elle possède une ou deux vacuoles contractiles qui lui permettent d'évacuer l'eau en excès et aussi de se déplacer. Elle est aussi capable de mouvements amiboïdes.
La multiplication asexuée se fait par une simple fission longitudinale. Deux nouveaux flagelles sont formés avant la division et répartis entre les deux cellules filles. La reproduction se fait avec une fécondation par isogamie : après la fusion de deux gamètes, une cellule durable se forme avec une paroi à base d'acide silicique.
Les représentants de ce genre apparaissent le plus souvent dans les périodes fraîches de l'année, au printemps et à l'automne, dans des eaux légèrement acides, pauvres en éléments nutritifs, c’est-à-dire oligotrophes ou légèrement mésotrophes. Ils font partie du plancton des eaux stagnantes et vivent aussi dans la neige.

## Liste d'espèces
Selon AlgaeBase (22 décembre 2018) :
- Ochromonas aestuarii Gayral & Billard (Statut incertain)
- Ochromonas allorgei Bourrelly
- Ochromonas aspera Playfair
- Ochromonas biciliata Vysotskii (Wysotzki, Wyssotzki)
- Ochromonas bourrellyi Magne
- Ochromonas caroliniana P.H.Campbell (Statut incertain)
- Ochromonas charkowiensis Matvienko (Sans vérification)
- Ochromonas coronifera Matvienko
- Ochromonas cosmopolita Ruinen
- Ochromonas crenata Klebs
- Ochromonas cylindracea Playfair
- Ochromonas dystrophila Skuja
- Ochromonas elegans Doflein (Sans vérification)
- Ochromonas fragilis Doflein
- Ochromonas globosa Skuja
- Ochromonas gloeopara Skuja
- Ochromonas granularis Doflein
- Ochromonas hovassei Bourrelly (Statut incertain)
- Ochromonas indica A.K.Mitra
- Ochromonas intermedia Skuja
- Ochromonas itoi H.Fukushima
- Ochromonas lenta Skuja
- Ochromonas ludibunda Pascher
- Ochromonas margaritata Skuja (Statut incertain)
- Ochromonas marina Lackey
- Ochromonas mexicana Norris (Sans vérification)
- Ochromonas minima Throndsen
- Ochromonas minuscula Conrad
- Ochromonas minuta (I.F.Lewis) Bourrelly (Sans vérification)
- Ochromonas monicis H.Doddema & J.Van der Veer
- Ochromonas mutabilis Klebs
- Ochromonas nana Doflein
- Ochromonas nannos Skuja
- Ochromonas neustica Skuja
- Ochromonas oblonga N.Carter
- Ochromonas olivacea Büttner (Sans vérification)
- Ochromonas ornata Skuja
- Ochromonas ostreaeformis Swale & J.H.Belcher
- Ochromonas ovalis Doflein
- Ochromonas pallida Korshikov
- Ochromonas perlata Doflein
- Ochromonas pigmentata Doflein
- Ochromonas pinguis Conrad
- Ochromonas polychrysis Skuja
- Ochromonas pyriformis Matvienko
- Ochromonas reducta Skuja ex T.Willén
- Ochromonas resistens Skuja ex T.Willén
- Ochromonas scintillans Conrad
- Ochromonas sessilis Skuja
- Ochromonas silvarum Doflein
- Ochromonas simplex Pascher
- Ochromonas smithii H.Fukushima
- Ochromonas sociata Pascher
- Ochromonas sphaerella Skuja
- Ochromonas sphaerocystis Matvienko
- Ochromonas stellaris Doflein
- Ochromonas triangulata Vysotskii (Wysotzki, Wyssotzki) (espèce type)
- Ochromonas tuberculata D.J.Hibberd
- Ochromonas vagans Doflein
- Ochromonas vallesiaca Chodat
- Ochromonas variabilis H.Meyer
- Ochromonas vasocystis Doflein
- Ochromonas verrucosa Skuja
- Ochromonas villosa Clarke & Pennick
- Ochromonas viridis Böcher (Sans vérification)
- Ochromonas vulcania Gromov, Nikitina & Mamkayeva

Selon ITIS (22 décembre 2018) :
- Ochromonas carolina
- Ochromonas danica Pringsheim, 1955
- Ochromonas globosa Skuja
- Ochromonas granularis Doflein
- Ochromonas lubibunda Pascher
- Ochromonas malhamensis Pringsheim, 1952
- Ochromonas minuscula
- Ochromonas minuta (Lewis)
- Ochromonas mutabilis Klebs
- Ochromonas sociata Pascher
- Ochromonas sparseverrucosa Skuja
- Ochromonas stellaris Doflein
- Ochromonas triangulata Vysotskii, 1899
- Ochromonas vallesiaca Chodat
- Ochromonas variabilis
- Ochromonas verrucosa Skuja

Selon NCBI (22 décembre 2018) :
- Ochromonas danica SAG 933-7
- Ochromonas distigma
- Ochromonas marina
- Ochromonas ovalis
- Ochromonas perlata
- Ochromonas sphaerocystis
- Ochromonas triangulata Vysotskii 1887
- Ochromonas tuberculata
- Ochromonas vasocystis
- Ochromonas villosa Clarke & Pennick

Selon World Register of Marine Species (22 décembre 2018) :
- Ochromonas allorgei Bourrelly
- Ochromonas aspera Playfair, 1921
- Ochromonas bourrellyi Magne, 1954
- Ochromonas caroliniana P.H.Campbell, 1973
- Ochromonas charkowiensis Matvienko
- Ochromonas cosmopolita Ruinen
- Ochromonas crenata Klebs, 1892
- Ochromonas cylindracea Playfair
- Ochromonas fragilis Doflein, 1923
- Ochromonas granularis Doflein, 1922
- Ochromonas itoi H.Fukushima, 1963
- Ochromonas ludibunda Pascher
- Ochromonas marina Lackey, 1940
- Ochromonas mexicana Norris
- Ochromonas minima Throndsen, 1969
- Ochromonas minuscula Conrad
- Ochromonas minuta (I.F.Lewis) Bourrelly, 1957
- Ochromonas mutablis Klebs, 1892
- Ochromonas oblonga N.Carter, 1937
- Ochromonas ostreaeformis Swale & J.H.Belcher, 1966
- Ochromonas ovalis Doflein
- Ochromonas pinguis Conrad, 1930
- Ochromonas polychrysis Skuja, 1948
- Ochromonas pyriformis Matvienko, 1938
- Ochromonas scintillans Conrad, 1930
- Ochromonas simplex Pascher, 1909
- Ochromonas smithii H.Fukushima, 1963
- Ochromonas sphaerocystis Matvienko, 1951
- Ochromonas triangulata Vysotskii (Wysotzki, Wyssotzki), 1887
- Ochromonas tuberculata D.J.Hibberd, 1970
- Ochromonas vallesiaca Chodat
- Ochromonas variabilis H.Meyer, 1897
- Ochromonas verrucosa Skuja, 1939
- Ochromonas villosa Clarke & Pennick, 1981